# Janko Pajk
Janko Pajk, literarni teoretik, filozof in urednik, * 14. december 1837, Kaplja vas pri Preboldu, † 7. december 1899, Ljubljana.

## Življenje
Osnovno šolo je obiskoval v Spodnji Polskavi, kamor se je preselil še kot otrok. Leta 1849 je odšel v Maribor, kjer je 1858. leta z odliko končal gimnazijo. Nanj je močno vplival Davorin Trstenjak, učitelj slovenščine. Od leta 1858 do 1862 je na Dunaju študiral klasično filologijo pri Bonitzu in slavistiko pri Miklošiču. Po končanem študiju je bil sprva profesor slovenščine na gimnaziji v Gorici, nato pa je bil za dve leti nameščen v Kranju. V tem času je opravil izpit iz slovenščine in leta 1867 postal profesor na Mariborski gimnaziji. Že v Kranju se je začel ukvarjati v politiko, potem ko je bil izvoljen v občinski zbor. Pisal je članke za novo ustanovljeni časopis Slovenski Narod. S političnim delovanjem je padel v vladno nemilost. Leta 1870 je skupaj z dr. Žagarjem in Mejcigerjem podpisal Šumanovo spomenico za samostojno slovensko nižjo klasično gimnazijo v Mariboru, zato ga je minister Stremayer premestil v Novo mesto. Leta 1872 se je poročil s precej premožno Marijo Wellner, zato se je odpovedal državni službi in prevzel vodstvo Narodne tiskarne v Mariboru. Le-to je dve leti kasneje odkupil in jo vodil kot J. M. Pajkovo tiskarno. Prevzel je tudi uredništvo in lastništvo literarno-znanstvene revije Zora. Po ženini smrti se je 1876 ponovno poročil s Pavlino Doljak, s čimer si je nakopal hudo sovraštvo Wellnerjevih in si s tem gmotno škodoval. Zaradi gospodarskih težav pri tiskarni je nato ponovno zaprosil za državno službo. Od leta 1879 je veš čas živel v tujini, najprej v Brnu nato na Dunaju. Leta 1887 je dosegel doktorat iz čiste filozofije na Dunajski univerzi. Pokoj je užival samo nekaj mesecev pri svojem sinu Milanu v Kranju. Ko se je bolan preselil v Ljubljano je kmalu umrl zaradi bolezni srca in ledvic.

## Delovanje
S svojimi spisi, članki in razpravami je deloval kot profesor, književnik, politik in filozof. Prvi spisi so bili pretežno strokovnega značaja, kazali pa so izrazito narodno politično smer npr. Nekateri fonetčini zakoni našega jezika, O slovenski narodni pesmi, Prešeren in Petrarka.
V politiki je najprej načel jezikovno vprašanje. V Odprtem pismu je podal svojo južnoslovansko jezikovno ideologijo. Menil je namreč, da slovenščina ni zrela za filozofsko izražanje in predlagal, naj jo nadomesti srbohrvaščina. Idejo je Levstik odklonil. Pozneje je nastopil kot politični publicist pod imenom Jankovič Pajk in spremenil svoje stališče v prid slovenskih kulturnih in jezikovnih pravic.
Pomemben del njegovega delovanja je bil prevzem časopisa Zora, v katerega je največ pisal sam, saj vodilnih pisateljev tistega časa, npr. Levstika, Stritarja, ni mogel pridobiti. Njegovi članki so bili kritični, nekateri celo zbadljivi, zato je Zora 1868. leta nehala izhajati.

## Filozofska dela
Glavno Pajkovo delo je bilo na področju filozofije, pedagogike in estetike. Kot filozof je deloval pretežno v nemškem okolju. Čeprav se je zavzemal za rabo slovenščine, je vsa svoja pomembnejša filozofska dela napisal v nemščini. Njegov filozofski opus je bil zelo obsežen, njegova pa dela lahko razvrstimo v dva sklopa: zgodovina filozofije in etično moralna problematika. Doktorat si je pridobil z dizertacijo K teoriji človeškega posnemanja, v knjigi Praktična filozofija (1896) pa se je posvetil etični problematiki.

### O teoriji človeškega posnemanja
Doktorska dizertacija O teoriji človeškega posnemanja (1887) je psihološka študija, v kateri je govoril o posnemanju kot enem izmed temeljev človekovega vedenja. Posnemanje je definiral kot reproduciranje zaznavnih predstav gibanja ali del drugih. Ker je narava temeljni način bivanja vsega, je človek le posnemovalec narave. Narava pa je red in harmonija in je osnova etike in estetike. Zato posnemanje reda v naravi človeka povzdiguje. Osnovni izvor posnemanja je po njegovem mnenju samoohranitveni nagon njegov glavni cilj pa je Pajk videl v zavedni ali nezavedni človekovi prilagoditvi na zunanji svet, na družbo in na samega sebe. Pajkovo začetno filozofijo je mogoče oceniti kot svojevrstni monizem, saj izenačuje naravo z bitjo vsega, kar je.

### Praktična filozofija
Knjiga Praktična filozofija (1896) je najpomembnejše Pajkovo filozofsko delo. Obravnava etiko kot združitev vse teoretične vednosti in celotnega praktičnega življenja. Vsebuje enajst poglavij, ki jih vsebinsko lahko razdelimo na teoretični del, kjer Pajk raziskuje naravo moralnega in princip le-tega ter praktični del, kjer skuša odkriti in pokazati moralne zakone kot pravila za praktično življenje. Pajk etike ne pojmuje subjektivno, pač pa jo vnaša v celotno stvarstvo, t. j. v bit, ki je pri njem istovetna z naravo. Biti etičen, nraven ali moralen pomeni za Pajka isto kot služiti nalogam sveta. Človek je srečen, ko izpolnjuje notranjo naravo stvari, ki splošno velja za dobro. Ker je človek del narave, veljajo zanjo in za človeka iste moralne zakonitosti. Iz objektivne morale pa izhaja udejanjenje morale v praktičnem življenju. Moralna dolžnost po Pajku je zavestno dejanje, katerega razlog je intelektualni uvid v dobro in človeka obvezuje k dobremu dejanju. Najtežje rešljiv etični problem se mu zdi konflikt med človekovo svobodno voljo in nravstveno voljo. Pri reševanju tega vprašanja je uvedel pojem smotrnosti, ki je osnovna lastnost biti oz. narave. Knjigo konča z naštevanjem moralno konfliktnih situacij, ki so posledica obče veljavnih norm. Predlaga, da je potrebno med seboj nasprotujoče si moralne dolžnosti zreducirati na eno samo in to v višjo ter dati prednost skupnemu pred osebnim. Pajkov poskus postavitve monistično zasnovane etike v evropski filozofiji ni osamljen, na Slovenskem pa ni imel velikega vpliva tudi zato, ker je bilo delo napisano v nemščini.